# Neckera uroclada
Neckera uroclada là một loài rêu trong họ Neckeraceae. Loài này được Mitt. mô tả khoa học đầu tiên năm 1859.